# 隐秘的角落
《隐秘的角落》，2020年中国大陆犯罪懸疑剧，爱奇艺“迷雾剧场”作品之一。由辛爽执导，秦昊、王景春、荣梓杉、史彭元、王圣迪、张颂文、刘琳、芦芳生等主演，改编自紫金陈推理小说《坏小孩》。於2020年6月16日在爱奇艺首播。

## 制作
主要取景地在广东省湛江市，以及广西灵山县六峰山。

## 播出时间
| 频道   | 所在地   | 播映日期      | 播出时间                                                                  | 备注 |
| ------ | -------- | ------------- | ------------------------------------------------------------------------- | ---- |
| 愛奇藝 | 中国大陆 | 2020年6月16日 | 爱奇艺VIP会员每周二至周四20:00各更新2集 6月18日起，星钻会员免费直通结局。 |      |
| J2     | 香港     | 2022年6月22日 | 星期一至三23:30                                                           |      |

## 剧情介绍
2005年夏天，家在南方海滨小城宁州的初中生朱朝阳开始了自己的暑假生活，朱朝阳虽然学习成绩非常好，但是在学校被同学排挤，没有朋友。昔日好友严良带着小女孩普普从杭市福利院逃出，一路流浪至宁州，想在朱朝阳家借宿，渐渐地三个孩子间产生了友谊，三人前往六峰山景区游玩，无意间拍摄到了少年宫代课老师张东升把岳父母推下山崖的画面，而众人的命运也因此发生了天翻地覆的变化……

## 演员列表

### 主要演员
| 演員                    | 角色   | 介紹                                                                                       | 备注                                             | TVB粵語配音             |
| 秦昊                    | 张东升 | 宁州少年宫校工，数学代课老师                                                               |                                                  | 黃啟昌                  |
| 王景春                  | 陈冠声 | 宁州广桥里派出所民警，临近退休，与严文斌是旧识                                             | 改编自原著中在紫金陈其他作品中也有出现的警察严良 | 葉振聲                  |
| 荣梓杉                  | 朱朝阳 | 13岁。宁州广桥实验中学初一学生，父母离异后随母亲生活，学习成绩优异，性格内向，渴望得到父爱 |                                                  | 黃積權                  |
| 史彭元 （童年：馬子鳴） | 严良   | 13岁。性格仗义，勇猛冲动，因父亲严文斌吸毒被送入福利院生活                                 | 原著名为丁浩                                     | 李凱傑 （童年：廖欣怡） |
| 王圣迪                  | 岳普   | 10岁。父母双亡，严良在福利院的同伴，早熟懂事的小女孩                                       | 原著名为夏月普                                   | 凌晞                    |
| 张颂文                  | 朱永平 | 朱朝阳生父，永平水产厂老板                                                                 |                                                  | 潘文柏                  |
| 刘琳                    | 周春红 | 朱朝阳生母，在六峰山景区工作                                                               |                                                  | 沈小蘭                  |
| 李梦                    | 王瑶   | 朱永平现任妻子，与其育有一女朱晶晶                                                         |                                                  | 魏惠娥                  |
| 芦芳生                  | 叶军   | 刑警，朱朝阳同学叶驰敏之父                                                                 |                                                  | 雷霆                    |
| 黄米依                  | 徐静   | 张东升的妻子                                                                               |                                                  | 詹健兒                  |
| 陈朵怡                  | 朱晶晶 | 朱永平和王瑶的女儿，朱朝阳同父异母的妹妹                                                   |                                                  | 葉曉欣                  |
| 李俊霆                  | 王立   | 王瑶的弟弟，黑社会                                                                         | 原创人物                                         | 蕭徽勇                  |
| 刘妍                    | 葉馳敏 | 朱朝阳的同学，叶军的女兒                                                                   |                                                  | 陳皓宜                  |
| 宁理                    | 张景林 | 严良父亲严文斌的好兄弟                                                                     | 原创人物                                         | 翟耀輝                  |

## 原声音乐
片中的原创配乐由中国音乐人丁可制作，并发行了原声音乐专辑。另外，导演辛爽也是一名音乐人，曾经是摇滚乐团的成员，为本片每一集的片尾曲都编配了不同的中国独立音乐人的作品。而最后一集的片尾曲，则是辛爽词曲原创的歌曲《白船》，由主演秦昊和片中普普的扮演者王圣迪主唱。
此片的原创配乐和精选独立音乐作为片尾曲的设置总体上引发了观众的正面讨论和影评人的好评。

## 奖项
在2020年10月25日发布的韓國釜山國際電影節第二屆亞洲內容大獎，《隐秘的角落》与韩剧《夫妻的世界》一起获颁最佳创意奖，荣梓杉则凭借朱朝阳一角斩获最佳新人男演员奖。

## 延伸
2021年1月15日，爱奇艺发布了该剧番外篇《隐秘的角落·回响》，荣梓杉、史彭元、王圣迪、秦昊、刘琳皆出镜扮演原角色，朱晶晶的影像和朱永平的声音亦作为朱朝阳回忆的一部分出现。